# 베릴로그
IEEE 1364로 표준화된 베릴로그(Verilog)는 전자 회로 및 시스템에 사용되는 하드웨어 기술 언어로, 회로 설계, 검증, 구현 등 여러 용도로 사용할 수 있다.
C 언어와 비슷한 문법을 가져서 사용자들이 쉽게 접근할 수 있도록 만들어졌다. ‘if’나 ‘while’과 같은 제어 구조도 동일하며, 출력 루틴 및 연산자들도 거의 비슷하다. 다만 C 언어와 달리, 블록의 시작과 끝을 중괄호 기호를 사용하지 않고, 대신에 Begin과 End를 사용하여 구분하고, HDL의 특징인 시간에 대한 개념이 포함되었다는 것 등의 일반적인 프로그램과의 다른 점도 존재한다.

## 예제
hello world 프로그램은 아래와 같다.:
```
module
 
main
;

  
initial

    
begin

      
$display
(
"Hello world!"
);

      
$finish
;

    
end

endmodule

```

다음은, 두 개의 플립플롭을 이용한 예제이다.:
```
module
 
toplevel
(
clock
,
reset
);

  
input
 
clock
;

  
input
 
reset
;

  
reg
 
flop1
;

  
reg
 
flop2
;

  
always
 
@
 
(
posedge
 
reset
 
or
 
posedge
 
clock
)

    
if
 
(
reset
)

      
begin

        
flop1
 
<=
 
0
;

        
flop2
 
<=
 
1
;

      
end

    
else

      
begin

        
flop1
 
<=
 
flop2
;

        
flop2
 
<=
 
flop1
;

      
end

endmodule

```

베릴로그에서 할당 연산자 "<="는 일반적인 언어와는 다른 기능을 수행한다. 이것은 ‘논블로킹’(non-blocking)으로 불리며, 클럭(clock)이 발생할 때, 병렬로 동시에 실행된다는 것을 의미한다. 따라서 이 예제에서 flop1과 flop2는 다음의 ‘클록 주기’(clock cycle) 마다 동시에 서로 바뀌게 될 것이다.
또 다른 할당 연산자 "="는 ‘블로킹’(blocking)이라 불리며, ‘클럭’(clock)이 발생할 때, 순차적으로 대입되며 위의 할당이 아래의 할당에 영향을 순차적으로 주게 된다는 것을 의미한다. 만일 위 예에서, "<=" 이 "=" 로 바뀌어 진다면, flop1과 flop2는 서로 변경되지 않고 그 값을 유지하게 될 것이다.
다음은 카운터 예제이다.:
```
module
 
Div20x
 
(
rst
,
 
clk
,
 
cet
,
 
cep
,
 
count
,
 
tc
);

// TITLE 'Divide-by-20 Counter with enables'

// enable CEP is a clock enable only

// enable CET is a clock enable and

// enables the TC output

// a counter using the Verilog language

parameter
 
size
 
=
 
5
;

parameter
 
length
 
=
 
20
;

input
 
rst
;
 
// These inputs/outputs represent

input
 
clk
;
 
// connections to the module.

input
 
cet
;

input
 
cep
;

output
 
[
size
-
1
:
0
]
 
count
;

output
 
tc
;

reg
 
[
size
-
1
:
0
]
 
count
;
 
// Signals assigned

                      
// within an always

                      
// (or initial)block

                      
// must be of type reg

wire
 
tc
;
 
// Other signals are of type wire

// The always statement below is a parallel

// execution statement that

// executes any time the signals

// rst or clk transition from low to high

always
 
@
 
(
posedge
 
clk
 
or
 
posedge
 
rst
)

  
if
 
(
rst
)
 
// This causes reset of the cntr

    
count
 
<=
 
{
size
{
1
'b0
}};

  
else

  
if
 
(
cet
 
&&
 
cep
)
 
// Enables both  true

    
begin

      
if
 
(
count
 
==
 
length
-
1
)

        
count
 
<=
 
{
size
{
1
'b0
}};

      
else

        
count
 
<=
 
count
 
+
 
1
'b1
;

    
end

// the value of tc is continuously assigned

// the value of the expression

assign
 
tc
 
=
 
(
cet
 
&&
 
(
count
 
==
 
length
-
1
));

endmodule

```

다음은 지연(delay) 예제이다.:
```
...

reg
 
a
,
 
b
,
 
c
,
 
d
;

wire
 
e
;

...

always
 
@(
b
 
or
 
e
)

  
begin

    
a
 
=
 
b
 
&
 
e
;

    
b
 
=
 
a
 
|
 
b
;

    
#
5
 
c
 
=
 
b
;

    
d
 
=
 
#
6
 
c
 
^
 
e
;

  
end

```